# Paul Richard
Pour les articles homonymes, voir Richard et Paul Richard (homonymie).
Paul Richard, né le 28 décembre 1889 dans le 2e arrondissement de Lyon (Rhône) où il est mort dans le 7e arrondissement le 17 avril 1950, est un homme politique français.
Employé de commerce, il milite au Parti radical-socialiste et devient conseiller municipal de Lyon. En 1932, il est élu député. En dépit de son rôle très effacé au Parlement, il est réélu en 1936, mais quitte le Parti radical au moment du Front populaire et rejoint le groupe de la conservatrice Fédération républicaine.
Le 10 juillet 1940, Paul Richard vote en faveur de la remise des pleins pouvoirs au maréchal Pétain.

## Sources
- « Paul Richard », dans le Dictionnaire des parlementaires français (1889-1940), sous la direction de Jean Jolly, PUF, 1960 [détail de l’édition]